# 65デイズオブスタティック
65デイズオブスタティック（65daysofstatic）は、2001年にシェフィールドで結成されたイギリスのポストロック・バンド。

## 概要
2004年にファースト・アルバム『The Fall Of Math』をリリース。均整のとれたピアノにブレイクビーツ、轟音ギターサウンドが複雑に絡み合い、ポストロックの新しい時代を告げた。そのサウンドは、「モグワイ・ミーツ・エイフェックス・ツイン」と形容されることが多い。アルバムからのリード・シングル「Retreat! Retreat!」は、イギリス国内で大きな反響を呼び、翌年のセカンド・アルバム『ワン・タイム・フォー・オール・タイム』は日本でも注目の的となった。

## メンバー

### 現在のメンバー
- ジョー・シュルーズベリー (Joe Shrewsbury) - ギター
- ポール・ウォリンスキー (Paul Wolinski) - ギター、ラップトップ、プログラミング
- ロブ・ジョーンズ (Rob Jones) - ドラム
- サイモン・ライト (Simon Wright) - ベース

### 旧メンバー
- イエイン・アームストロング (Iain Armstrong) - ベース
- グレアム・クラーク (Graham Clarke) - ベース
- ギャレス・ヒューズ (Gareth Hughes) - ベース

## ディスコグラフィ

### アルバム
- 『The Fall Of Math』 - The Fall of Math (2004年)
- 『ワン・タイム・フォー・オール・タイム』 - One Time for All Time (2005年)
- 『The Destruction Of Small Ideas』 - The Destruction of Small Ideas (2007年)
- 『WE WERE EXPLODING ANYWAY』 - We Were Exploding Anyway (2010年)
- 『WILD LIGHT』 - Wild Light (2013年)
- replicr, 2019 (2019年)
- Sentience 260521 (2021年)
- The Midi Thief (2021年)
- Debris (2022年)

### サウンドトラック
- Silent Running (2011年)
- No Man's Sky: Music for an Infinite Universe (2016年)

### ライブ・アルバム
- 『ESCAPE FROM NEW YORK』 - Escape from New York (2009年) ※CD&DVD
- Decomposition Theory Live 091117 (2020年)
- Wild Light (Live in Manchester 150923) (2023年)

### B面曲&レア曲
- 『B-SIDES&RARITIES VOLUME1:‘...THEN WE TAKE JAPAN'』 - Volume 1: '...Then We Take Japan' (2006年) ※CD&DVD

### コンピレーション・アルバム
- The Last Dance (2012年)
- Exvironments (2020年)
- Disquiet (2020年)
- Utopian Frequencies (2020年)

### シングル & EP
- Play Nice Kids (2001年) ※EP
- Stumble.Stop.Repeat (2003年) ※EP
- "Retreat! Retreat!" (2004年)
- Hole (2005年) ※EP
- "Radio Protector" (2006年)
- 『Don't Go Down to Sorrow』 - "Don't Go Down to Sorrow" (2007年)
- "The Distant and Mechanised Glow of Eastern European Dance Parties" (2008年)
- 『WEAK4』 - "Weak4" (2010年)
- "Crash Tactics" (2010年)
- 『HEAVY SKY EP』 - Heavy Sky (2011年) ※EP
- Taipei (2014年)
- popular beats (2019年)
- trackerplatz (2019年)
- five waves (2019年)
- "Under the Summs" (2021年) ※EP
- "Tomorrowd" (2021年) ※EP
- "Available Data" (2021年) ※EP
- "Mimik" (2021年) ※EP

## 来日公演歴
- サマーソニック2006で初来日。
- 2006年11月、東京・大阪で単独来日公演。
- 2007年3月25日に東京単独公演。
- サマーソニック2009に出演(2009.08.07 (Fri) Sonic Stage)
- METAMORPHOSE2010に出演(2010.09.05 (Sat) Solar Stage)